# Efekt kątowy

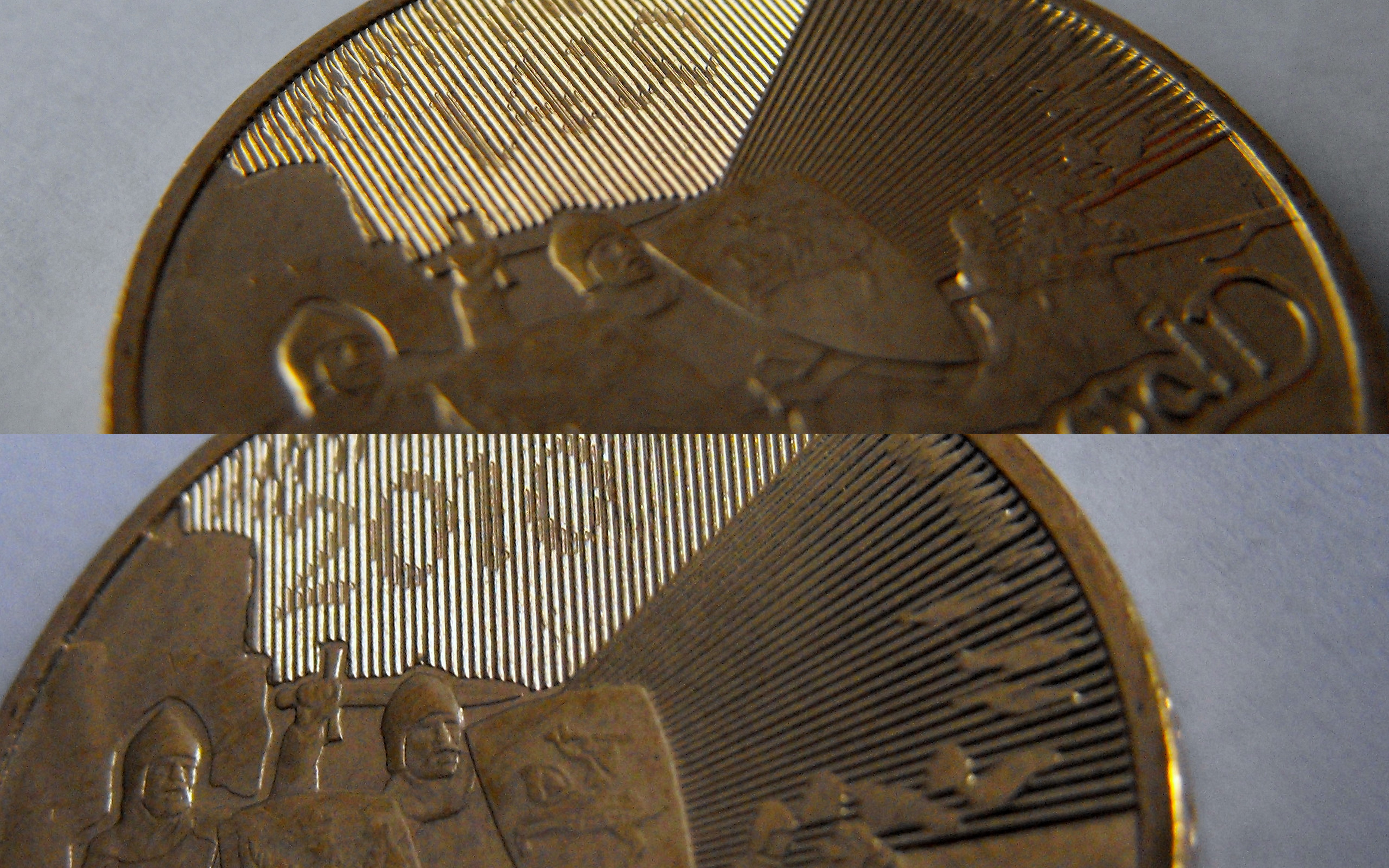
Efekt kątowy na monecie

Efekt kątowy – rodzaj zabezpieczenia druku, uzyskiwany dzięki przetłoczeniom papieru w wyniku stosowania techniki druku, jaką jest staloryt; efekt można uzyskać także poprzez nadrukowanie plastikowych linii na papier za pomocą techniki intaglia. W zależności od kąta obserwacji, można dostrzegać raz jeden, a raz drugi obraz w tym samym miejscu druku. Efekt kątowy bywa również stosowany na monetach, na których można uzyskać nawet cztery obrazy na jednej powierzchni.